# Stellaria angustifolia
Stellaria angustifolia är en nejlikväxtart. Stellaria angustifolia ingår i släktet stjärnblommor, och familjen nejlikväxter.

## Underarter
Arten delas in i följande underarter:
- S. a. angustifolia
- S. a. rotundisepala
- S. a. tenella